# 岡本二菜
岡本 二菜（おかもと にな、1997年8月15日 - ）は、東京都新宿区出身の女子競輪選手。日本競輪選手会東京支部所属、ホームバンクは京王閣競輪場。日本競輪選手養成所（以下、養成所）第118期生。元師匠は石井寛子（104期）。

## 経歴
日本大学鶴ヶ丘高等学校時代から自転車競技を始め、2015年のJOCジュニアオリンピックカップでは２種目で優勝。日本体育大学入学後は2017年全日本学生選手権トラック500mタイムトライアルおよびスプリント優勝、2017年・2018年国民体育大会チームスプリント優勝など実績を残した。なお、大学は日本競輪学校（当時。以下、競輪学校）を受験するため2年間通ったのち退学した。
2019年1月17日、競輪学校第118回技能試験に合格。養成所での在所競走成績は4位（19勝）。
2020年5月29日、小倉競輪場での新人戦「競輪ルーキーシリーズ」でデビューし2着。初勝利は同年6月14日の伊東温泉競輪場で挙げた。
2021年9月26日、大宮FIIで初優勝。